# Dras War Memorial

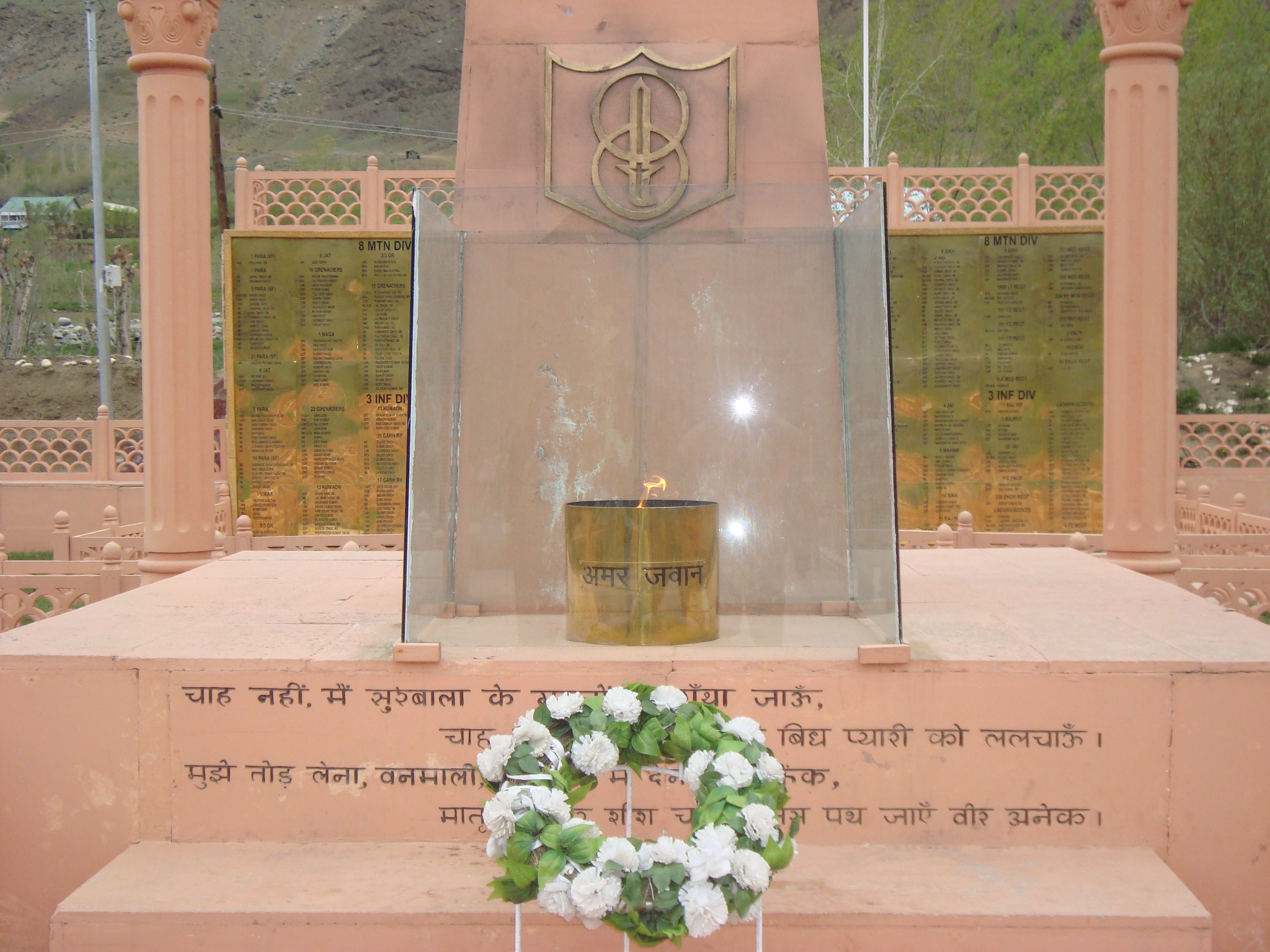
Das Dras War Memorial. Im Hintergrund stehen die Namen der Gefallenen auf der Wand

Das Dras War Memorial, auch bekannt als das Kargil War Memorial oder Vijaypath, ist ein Kriegsdenkmal der indischen Armee in der Nähe von Dras in Ladakh, Indien. Das Denkmal liegt am Tololing Hill gegenüber dem Tiger Hill, fünf Kilometer von Dras entfernt am Srinagar-Leh National Highway 1D. An dieser Stelle werden die Soldaten und Offiziere der indischen Armee, die während des Kargil-Krieges zwischen Indien und Pakistan 1999 gefallen sind, geehrt. Das Denkmal besteht aus einem großen Epitaph mit den Namen aller toten indischen Armeeangehörigen des Krieges.
Der Gedenktag des Konflikts wird am 26. Juli jeden Jahres begangen, wenn der indische Premierminister den Soldaten am Amar Jawan Jyothi am India Gate, Neu-Delhi, die letzte Ehre erweist.
Die Hauptattraktion des Denkmals ist die Sandsteinmauer mit den Namen der Soldaten. Vom Denkmal aus kann man auch einige der Gipfel sehen, die die indische Armee von der pakistanischen Armee eroberte.
Eine indische Fahne mit einem Gewicht von 15 kg wurde am 13. Jahrestag des indischen Sieges am Denkmal gehisst.

## Manoj Pandey War Gallery
Die Galerie ist nach Captain Manoj Kumar Pandey benannt. Er war Offizier in der indischen Armee im Regiment 1/11 der Gorkha Rifles. Ihm wurde posthum Indiens höchste militärische Auszeichnung, das Param Vir Chakra, für seine Tapferkeit und Führungsstärke im Kampfeinsatz verliehen. In der Galerie sind Bilder von Soldaten beim Einsatz in den Bergen zu sehen sowie Waffen, die von den pakistanischen Truppen erbeutet wurden. Die Galerie zeigt auch ein Bild des pakistanischen Offiziers Capitain Karnal Sher Khan von der Northern Light Infantry. Sein Auftreten beeindruckte die indische Armee so sehr, dass sie beantragte, ihn mit dem Nishan-e-Haider, der höchsten militärischen Auszeichnung Pakistans, zu ehren. Khan wurde posthum ausgezeichnet.